# Staindrop
Staindrop est un village et une paroisse civile situé à l'est de Barnard Castle dans le comté de Durham, au nord-est de l'Angleterre. En 2011, sa population est de 1 310 habitants.

## Source de la traduction
- (en) Cet article est partiellement ou en totalité issu de l’article de Wikipédia en anglais intitulé « Staindrop » (voir la liste des auteurs).